# Sunni Students Council
The Sunni Students Council är en organisation av muslimska studenter baserade i delstaten Kerala, Indien. För närvarande arbetar 3486 ledamöter och 68 anställda för organisationen. Organisationens uppdrag är att "ge muslimska studenter den nödvändiga kunskapen om mänskligheten och kulturen, och för att skydda dem från de felaktiga sakerna, som Terrorism och Wahhabism.

## Förteckning över generalsekreterare
| № | Generalsekreterare | Datum arbetade på kontoret         | Ursprungsland stat |
| - | ------------------ | ---------------------------------- | ------------------ |
| 4 | Anas Hamza         | 01 Januari 2013 – 31 december 2017 | Indien Kerala      |
| – | Shafi Bin Khalid   | 01 Januari 2018 –                  | Indien Kerala      |